# 1981 en littérature
| Années de la littérature : 1978 - 1979 - 1980 - 1981 - 1982 - 1983 - 1984    |
| Décennies de la littérature : 1950 - 1960 - 1970 - 1980 - 1990 - 2000 - 2010 |

Cet article présente les faits marquants de l'année 1981 en littérature.

## Événements
- Le groupe Lagardère reprend les Éditions Hachette.
- La « Bibliothèque des voix », première collection française de livres audios, prend son nom définitif ; d'abord nommée « Écrire, entendre », elle fut fondée l'année précédente par l'intellectuelle Antoinette Fouque aux éditions des femmes.
- 6 septembre : L'écrivaine égyptienne féministe Nawal El Saadawi est arrêtée et emprisonnée pour infraction à la Loi de protection des valeurs contre le déshonneur car elle s'oppose à la loi du parti unique édictée par Anouar el-Sadate. Elle écrira alors dans la prison de Kanater ses Mémoires de la prison des femmes sur du papier toilette avec un crayon à sourcils et sa détention lui inspirera plus tard sa pièce de théâtre Douze femme dans Kanater.

## Parutions

### Bande dessinée
Tous les albums de BD sortis en 1981

### Biographies et souvenirs
- Ilse Koehn, Mon enfance en Allemagne nazie, L'École des loisirs
- Alfred Sauvy, La vie en plus. Souvenirs, éd. Calmann-Lévy
- Olivier Todd, Un fils rebelle (Sartre), éd. Grasset et Fasquelle

### Essais
- Gilles Deleuze, Francis Bacon, Logique de la sensation, Paris, éd. La Différence.
- Andrea Dworkin, Pornography : men possessing women, New York, Perigee Books, 1981  (ISBN 0399505326)
- Andrea Dworkin, Our blood : prophecies and discourses on sexual politics, New York, N.Y, Perigee Books, 1981 (1re éd. 1976)  (ISBN 039950575X et 0-06-011116-X)
- Jacques Lacarrière, En cheminant avec Hérodote, Éditions Seghers (rééd. en 1982, éd. Hachette, collection « Pluriel »)
- Patrick Lagadec, La civilisation du risque, éd. du Seuil, Paris (ouvrage primé par l'Association des écrivains belges de langue française)
- Robert Linhart, Le Sucre et la faim, éd. de Minuit.
- Francis Pagnon, En évoquant Wagner : la musique comme mensonge et comme vérité, éditions Champ Libre.
- Jean-Marie Pelt : La Médecine par les plantes, éd. Fayard.
- Jean-Marie Pelt : La Prodigieuse aventures des plantes, éd. Fayard.
- Régine Pernoud, Jeanne d'Arc (Presses universitaires de France, coll. « Que sais-je ? », remplace l'ouvrage de 1967).
- Jacques Rancière (philosophe), La Nuit des prolétaires
- Madeleine Rebérioux, Les Ouvriers du livre et leur Fédérations, Editions Temps Actuels.
- Emmanuel Todd (en collaboration avec Hervé Le Bras), L'invention de la France, Editions Pluriel-Hachettes.
- Georges Wolinski : Les Pensées, éd. Cherche-Midi.

#### Histoire
- Jacques Choffel, Robert de Normandie : Le duc aux courtes bottes, Paris, Éditions Fernand Lanore, 1981, 239 p. (ISBN 978-7-6300-0354-0, lire en ligne)
- Boris Souvarine, Autour du Congrès de Tours, Champ libre.

### Poésie
- Matilde Camus, poète espagnole :  He seguido tus huellas (« J’ai suivi tes traces »), Testigo de tu marcha (« Témoin de ton départ »).
- Richard Taillefer, Litanies pour quatre saisons, Cahiers Froissart.

### Romans
Romans parus en 1981

#### Auteurs francophones
1. Jean-Louis Curtis, Le Battement de mon cœur, éd. Flammarion.
2. Régine Deforges, La Bicyclette bleue, éd. Fayard.
3. Régine Deforges, La Révolte des nonnes, éd. Fayard.
4. Patrick Grainville, L'Ombre de la bête, éd. du Seuil.
5. Joseph Joffo, Simon et l'enfant, éd. Jean-Claude Lattès.
6. Sony Labou Tansi, L'État honteux.
7. Bernard Lenteric, La Nuit des enfants rois.
8. Jean Raspail, Moi, Antoine de Tounens, roi de Patagonie.
9. Georges Wolinski, Les Pensées, éd. Cherche-Midi.

#### Auteurs traduits
- William Boyd, Un Anglais sous les tropiques
- Howard Butten, Quand j'avais cinq ans je m'ai tué, éd. Le Seuil.
- Stephen King, Cujo, éd. Viking.
- Stephen King, Danse macabre, éd. Viking.
- Gabriel García Márquez, Chronique d'une mort annoncée.

## Principales naissances
- 22 avril : Giorgio Fontana, écrivain italien
- 3 octobre : Leïla Slimani, écrivain et journaliste franco-marocaine
- 12 octobre : NoViolet Bulawayo, romancière zimbabwéenne.

## Principaux décès
- 6 janvier : Archibald Joseph Cronin, écrivain britannique (º 19 juillet 1896).
- 2 mars : Anna Sakse, écrivaine lettone (° 16 janvier 1905).
- 11 avril : Caroline Gordon, écrivaine américaine (º 6 octobre 1895).
- 17 octobre : Albert Cohen, écrivain suisse (º 16 août 1895).
- 26 octobre : Marie Uguay, poète canadienne francophone (º 22 avril 1955).
- 30 octobre : Marguerite Gurgand, romancière française (º 4 février 1916).